# Currant Creek
Der Currant Creek ist ein Fluss im Lake-Clark-Nationalpark im Südwesten des US-Bundesstaats Alaska.

## Verlauf
Der Currant Creek wird auf einer Höhe von 800 m von einem Gletscher der Chigmit Mountains gespeist. Er fließt in westlicher Richtung und mündet nach 35 Kilometern in den Lake Clark. 12 Kilometer oberhalb der Mündung trifft der South Currant Creek, wichtigster Nebenfluss des Currant Creek, von links auf den Fluss. Das Einzugsgebiet umfasst 427 km².